# Николай Островски
Николай Алексеевич Островски (на руски: Никола́й Алексе́евич Остро́вский) е руски писател от украински произход, представител на социалистическия реализъм.
Известен е най-вече с автобиографичния си роман „Как се каляваше стоманата“. Той става изключително популярен в СССР и Китай, а главният герой Павел Корчагин става въплъщение на новия съветски човек.

## Биография и творчество
Роден е в с. Вилия, Острожки уезд, Волинска губерния (днес в Острожки район, Ровненска област, Украйна). Приет е предсрочно и завършва начално църковно училище с похвална грамота (1913). Заедно със семейството си се преселва в Шепетовка (дн. Хмелницка област), където продължава да учи и започва работа.
Островски е приет в Комсомола и, ненавършил 15 г., заминава на фронта като доброволец през 1919 г. Воюва в кавалерийската бригада на Григорий Котовски от 1-ва конна армия. Ранен е тежко в гърба и е демобилизиран (1920).
Участва активно в борбата с въстаническото движение. Работи в Киев, учи в електротехникум, избран е за секретар на комсомолска организация. През 1922 година участва в строителството на железопътна линия за извозване на дърва в Киев, при което силно се простудява, а после заболява от тиф.
След боледуването е командир на батальон на Всевобуч (система за задължително военно обучение на гражданите) в с. Берездов (дн. Хмелницка област), край тогавашната граница с Полша. После е секретар на районния комитет на комсомола в Берездов и гр. Изяслав. Става секретар на окръжния комитет на комсомола в Шепетовка през 1924 г., когато встъпва във ВКП (б).
От усложненията от раняването, болестите и тежките условия на работа развива полиартрит, а по неофициални данни вероятно страда и от множествена склероза. Остава прикован на легло от 1927 г. до края на живота си, загубва напълно зрението си през 1929 г.
В края на 1930 г. започва да пише романа си „Как се каляваше стоманата“. С помощта на доброволни помощници, включително и видни писатели, въпреки загубата на зрението успява да завърши романа. Неговите 1-ва и 2-ра част са публикувани първоначално в списанието „Млада гвардия“ през 1934 г. Романът е посрещнат с огромен интерес и двете му части излизат още същата година като отделни книги, като тиражът на изданието достига 36 милиона броя.
Островски е награден с орден „Ленин“ (1935), дадена му е къща в Сочи и апартамент в Москва, където го посещават множество писатели и читатели.
Започва да пише романа „Родени от бурята“, но успява да завърши само първата глава.
През 1936 г. е зачислен в Политическото управление на Червената армия с висшето (генералско) военно-политическо звание бригаден комисар (съответстващо на комбриг).
Умира на 22 декември 1936 г.

## Памет
На Николай Островски е наречена улица в квартал „Изток“ в София (Карта).